# Minettia nigritarsis
Minettia nigritarsis är en tvåvingeart som beskrevs av Shatalkin 1998. Minettia nigritarsis ingår i släktet Minettia och familjen lövflugor. Inga underarter finns listade i Catalogue of Life.